# Rosa elymaitica
Rosa elymaitica är en rosväxtart som beskrevs av Boiss. Er Hausskn.. Rosa elymaitica ingår i släktet rosor, och familjen rosväxter. Inga underarter finns listade i Catalogue of Life.